# Lukáš Vavrečka
Lukáš Vavrečka (* 2. března 1987 Louny) je český spisovatel a publicista.

## Život
Narodil se v Lounech, dětství i dospívání prožil na Vysočině a v současnosti žije v Pardubicích. Na filozofické fakultě Univerzity Pardubice vystudoval kulturní dějiny. Na téže fakultě později pracoval a přednášel na tamní katedře literární kultury a slavistiky. Knižně publikuje od roku 2005. Působí také jako audioknižní recenzent a publicista na portálech Naposlech.cz a iLiteratura.cz. Od roku 2019 zasedá v porotě ceny Audiokniha roku. Od roku 2015 je členem Asociace spisovatelů. V letech 2017 a 2018 byl členem jejího výboru. V roce 2021 obdržel dvě literární stipendia Českého literárního centra a Ministerstva kultury ČR. Za román Meziměsta získal nominaci na cenu Litera za fantastiku v rámci udílení cen Magnesia Litera 2025.

### Knihy
- 2005 – Revolucionáři. Carpe Diem, ISBN 80-86362-62-0 – román
- 2008 – Vyhnanec s křídly. Pavel Mervart, ISBN 978-80-86818-62-7 – sbírka veršů
- 2009 – Idealistický román. Pavel Mervart, ISBN 978-80-87378-04-5 – básnická skladba
- 2011 – Partitura.  Štěpán Bartoš, ISBN 978-80-904025-1-5 – básnická skladba
- 2014 – Alibi na příští noc. Pavel Mervart, ISBN 978-80-7465-095-6 – román
- 2015 – Dej holce jméno.  Pavel Mervart, ISBN 978-80-7465-152-6 – román
- 2015 – Šest nevinných[12][13][14], Pavel Mervart, ISBN 978-80-7465-161-8 – román (spoluautor)
- 2017 – Ztracená generace. Pavel Mervart, ISBN 978-80-7465-252-3 – román
- 2018 – Mesopotamis. Epocha, ISBN 978-80-7557-127-4 – román
- 2020 – Tesla Noir. Host, ISBN 978-80-275-0243-1 – román
- 2022 – Nečtu! Poslouchám. Universum, ISBN 978-80-242-8126-1 – populárně naučná (spoluautor)
- 2023 – Hlubiny města. Epocha, ISBN 978-80-278-0116-9 – antologie (editor)
- 2024 – Jako liška. Městská knihovna v Praze, ISBN 978-80-274-3850-1, ISBN 978-80-274-3849-5, ISBN 978-80-274-3851-8 – sbírka veršů
- 2024 – Osiřelo dítě. Kalibr, ISBN 978-80-242-9989-1 – antologie (editor)
- 2024 – Meziměsta. Prostor, ISBN 978-80-7260-614-6 – román

### Povídky
- 2013 – Zdvojené a rozdělené. Tahy 2013, ISBN 978-80-7465-080-2
- 2015 – Krabice. H_aluze 34/2015, ISSN 1803-8077
- 2016 – Malý maďarský celibát. Tahy 2016, ISBN 978-80-7465-248-6 (spoluautor)
- 2018 – Na mladý časy. Tvar 9/2018, ISSN 0862-657X
- 2018 – Ikony a světla. Divadelní noviny 14/2018, ISSN 2570-8414
- 2022 – V pokoji. Pevnost 4/2022, ISSN 1213-8215
- 2022 – Eden. Zákon genu, Epocha, ISBN 978-80-278-0072-8
- 2023 – Trable s kuřaty. Jiný kraj, Golden Dog, ISBN 978-80-88067-72-6
- 2023 – Vlčice. Hlubiny města, Epocha,  ISBN 978-80-278-0116-9
- 2023 – Ten podmanivý hlas. Maximum 2/2023
- 2023 – Zvířátka, která šla spát příliš brzy. Krev, monstra a cukroví, Epocha, ISBN 978-80-278-0155-8
- 2023 – Jsem racek. Barbar 4/2023, ISSN 1805-7969
- 2024 – Benátský mor. Smečka, Golden Dog, ISBN 978-80-88635-55-0 (spoluautor)
- 2024 – Kousáček. Osiřelo dítě, Kalibr, ISBN 978-80-242-9989-1 (poprvé vyšlo v časopise Pevnost, 2/2023)
- 2024 – Turbohřbitov. Pevnost 8/2024, ISSN 1213-8215 (spoluautor)
- 2025 – Rybičky dlouho nevydrží. Pevnost 4/2025, ISSN 1213-8215

### Audioknihy a mluvené slovo
- 2021 – Tesla Noir. Čte Vasil Fridrich, režie Jan Drbohlav, Témbr. EAN 8596434011672
- 2022 – Eden. In: Zákon genu. Čte Vladislav Beneš, režie Helena Rytířová, Audiotéka
- 2023 – Vlčice. In: Hlubiny města. Čte Kajetán Písařovic, režie Helena Rytířová, Audiotéka
- 2024 – Benátský mor. In: Smečka. Čte Libor Böhm, Čti mi! (spoluautor)
- 2024 – Výběr z povídek Hlubiny města. Čtou Klára Suchá a Jan Teplý, režie Vít Malota, Český rozhlas Radio Wave, premiéra 24. 6. 2024 (editor)
- 2024 – Trable s kuřaty. In: Jiný kraj. Čte Vojtěch Hamerský, Čti mi! (v přípravě)
- 2024 – Kousáček. In: Osiřelo dítě. Čte Filip Jančík, režie Jan Drbohlav, Témbr
- 2024 – Kousáček. Čte Jan Dvořák, režie Jakub Doubrava, Český rozhlas Vltava, premiéra 4. 10. 2024
- 2024 – Zvířátka, která šla spát příliš brzy. In: Krev, monstra a cukroví. Čte Jakub Saic, režie Helena Rytířová, Audiotéka
- 2025 – Meziměsta. Čte Kryštof Bartoš, rozhlasová úprava Klára Metge, režie Vít Malota, Český rozhlas Radio Wave, premiéra 6. 1. 2025
- 2025 – Rybičky dlouho nevydrží. Čte Adam Joura, režie Marie Krajplová, Binary code s.r.o.
- 2025 – Ten podmanivý hlas. Čte Marie Křížová, režie Marie Krajplová, Binary code s.r.o.
- 2025 – Na mladý časy. Čte Vilém Dubnička, režie Jakub Doubrava, Český rozhlas Vltava, premiéra 3. 6. 2025